# 登辉堂
抗戰期間復旦大學登輝堂舊址位於重慶市北碚區夏壩，文物遺址年代為現代，1987年1月23日列為重慶市第二批市級文物保護單位初定名單。1992年3月19日列為重慶市第二批市級文物保護單位。2009年12月15日列为第二批重庆市文物保护单位。